# Geconjugeerd linolzuur

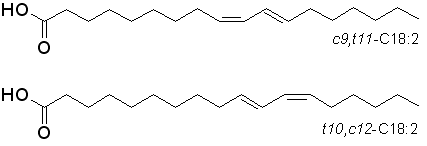
De meest voorkomende isomeren van CLA

Geconjugeerd linolzuur (Engels: conjugated linoleic acid (CLA)) is een groep isomeren van linolzuur. Als in een meervoudig onverzadigde verbinding de dubbele bindingen door één enkele binding van elkaar gescheiden zijn en in hetzelfde vlak liggen dan worden de dubbele bindingen geconjugeerd genoemd. Dit levert extra mesomere stabiliteit voor de verbinding. In linolzuur zelf zijn de bindingen niet geconjugeerd: er bevinden zich twee enkele bindingen tussen de dubbele bindingen. Deze verschillen bepalen dan ook de specifieke verschillen in eigenschappen tussen geconjugeerd en niet-geconjugeerd linolzuur. 
In principe kan geconjugeerd linolzuur uit 28 van deze verbindingen bestaan, die van elkaar verschillen op basis van de positie van de dubbele bindingen evenals op basis van cis-trans-isomerie. In de menselijke voeding komen met name twee vormen geconjugeerd linolzuur voor: 9cis,11trans-CLA en 10trans,12cis-CLA(18:2), de eerste wordt vooral aangetroffen in vlees en zuivel van herkauwers, de tweede vooral in gehydrogeneerde oliën. In CLA-bevattende voedingssupplementen komen meestal beide actieve isomeren in ongeveer gelijke verhoudingen voor. Mede daarom zijn de biologische effecten van deze twee CLA-isomeren het best onderzocht van alle CLA-isomeren.
Bacteriën in de darm van herkauwers converteren in het rumen een deel van de linolzuren uit de plantaardige oliën naar 9cis,11trans-CLA. Mensen zijn moeilijk in staat linolzuur te conjugeren, maar ook in de menselijke darm blijkt een dergelijke omzetting plaats te vinden: verschillende soorten bifidobacteriën in de menselijke darm zijn in staat om linolzuur om te zetten in geconjugeerde vormen, met name 9cis,11trans-CLA en in mindere mate 10trans,12cis-CLA.

## Gezondheidsclaims
Hoewel transvet meestal schadelijk voor de gezondheid is, worden aan CLA diverse gunstige effecten toegeschreven, waaronder bij diabetes, ontstekingen en hoge bloeddruk. Elke CLA-isomeer heeft eigen eigenschappen. In een mengsel van CLA-isomeren kunnen deze eigenschappen elkaar versterken of tegenwerken. 
- Terwijl 9cis,11trans-CLA de insulinegevoeligheid verbetert, veroorzaakt 10trans,12cis-CLA juist insulineresistentie.[4]
- 9cis,11trans-CLA en 10trans,12cis-CLA versterken elkaars werking op immuuncellen.[4]
- De eigenschap om vetophoping in vetweefsel tegen te gaan is specifiek voor 10trans,12cis-CLA.[4]

Andere claims m.b.t. CLA zijn dat het spierafbraak zou tegengaan, bijvoorbeeld ten gevolge van een dieet, of intensieve training, de vetverbranding verbeteren, het lichaamsvet verminderen en tevens helpen tegen het bij diëten gevreesde jojo-effect, het verschijnsel, dat men na een (afslank)dieet ondergaan te hebben, net zo snel weer aankomt. CLA zou er ook voor zorgen dat de energie die wordt geput uit vetverbranding, ten bate komt van de spiermassa, eerder dan dat deze wordt gebruikt voor de basale stofwisseling. CLA wordt, als supplement tijdens het volgen van een dieet gericht op gewichtsverlies, vaak gebruikt in combinatie met chroom, dat het hongergevoel zou tegengaan door de bloedsuikerspiegel op een normaal peil te houden.